# 毛细短腺吸虫
毛细短腺吸虫（学名：Brachylecithum capilliformis）为双腔科短腺属的动物。分布于俄罗斯、台湾岛等地，营寄生生活，终末宿主虎斑地鸫、小嘴乌鸦以及寄生于肝脏。